# Ранма ½
«Ранма ½» (яп. らんま½ Рамма нибун-но ити) — манга-сериал авторства Румико Такахаси, насчитывающий 38 томов. Манга была экранизирована в 161-серийный телесериал, 11 OVA-серий и 4 полнометражных фильма. С 2024 года транслируется ремейк аниме.
События «Ранмы ½» вымышлены, действие разворачивается в Японии второй половины XX века. Сюжет вертится вокруг молодого парня по имени Ранма и проблем, которые возникают в результате его встреч с теми или иными людьми. Большинство героев произведения владеет разрушительными боевыми искусствами, многие из них ранее попадали в проклятые источники Дзюсенкё (местность в Китае в мире «Ранмы») и становились жертвами проклятья.
Название произносится обычно как «Ранма пополам», «Ранма одна вторая» или «Пол-Ранмы». Права на публикацию манги в России принадлежат издательскому дому «Сакура-пресс».

## Сюжет
Ранма Саотомэ — 16-летний парень. Незадолго до начала повествования его отец Гэнма, мастер боевых искусств, взял его с собой на тренировочное путешествие в Китай, с тем, чтобы сделать из него настоящего мужчину, достойного наследника Школы Универсальных Боевых Искусств (яп. 無差別格闘早乙女流 мусабэцу какуто: саотомэ рю:, «не делающий различий/не разборчивый стиль боя Саотомэ»). Во время своего путешествия они попадают в Долину про́клятых источников, где Ранма случайно падает в Источник утонувшей девушки, а Гэнма — в Источник утонувшей панды. Теперь в случае обливания холодной водой Ранма превращается в девушку, а Гэнма — в панду. Прежний облик им возвращает горячая вода.
Вернувшись из Китая, они первым делом направляются в дом семьи Тэндо. Глава семьи — вдовец Соун Тэндо, давний друг Гэнмы Саотомэ, содержит додзё (тренировочный зал) Школы Беспредельных Боевых Искусств и имеет трёх дочерей — Касуми, Набики и Аканэ. Выясняется, что Соун и Гэнма очень давно договорились, что их дети поженятся и вместе унаследуют додзё и главенство Школы. А так как из трёх дочерей Соуна только одна Аканэ проявила активный интерес к рукопашному бою, она немедленно объявляется невестой Ранмы. Ни Ранме, ни Аканэ, ненавидящей парней, такое положение дел совсем не нравится. Позже выясняется, что у Аканэ есть множество поклонников, желающих завоевать её сердце. Также поклонники обоих полов появляются и у Ранмы.

## Приёмы
Нэко-кэн (яп. 猫拳 нэко кэн, «кошачий кулак») — приём, использующий страх перед кошками и запрещённый несколько сотен лет назад. Обучаемого нэко-кэну обвязывают рыбными сосисками и бросают в яму с голодными котами. Обучение продолжается до полного освоения приёма. В результате у обучаемого развивается страх перед кошками. Когда страх переполняет его — он сходит с ума и сам начинает вести себя как кот. Однако, сила его атак при этом многократно возрастает. Гэнма обучил этому приёму Ранму, когда тому было пять лет. При этом Гэнма пропустил примечание на последней странице руководства, гласящее, что только круглый дурак может применять этот приём на практике.
Баксай-тэнкэц (яп. 爆砕点穴 бакусай тэнкэцу, «взрывающая точка») — амазонский приём, использующий уязвимые точки тел. Обучаемого подвешивают в воздухе и оставляют свободным один палец, после чего кидают в него большой камень. Задача обучаемого — увидеть уязвимую точку камня, ударить по ней и разбить камень в мелкую крошку. Как побочный эффект — тело обучаемого становится устойчивым к ударам. Приём позволяет разбивать камни, но не работает против людей; изначально он предназначался для расчистки горных завалов.
Катю Тэнсин Амагури Кэн (яп. 火中天津甘栗拳 катю: тэнсин амагури кэн, «тяньцзиньские каштаны, пекущиеся на огне») — амазонский приём, при обучении которому требуется очень быстро вытащить каштаны из огня и при этом не обжечься. Позволяет наносить сотни ударов в секунду.
Хапо-дай-карин (яп. 八宝大華輪 хаппо: дай карин) — бомбы-фейерверки, способные причинить огромные разрушения. Используя этот приём, Хапосай повредил найденный им лифчик и поклялся, что во избежание повторения подобного больше не будет применять этот приём. Позднее Хапосай восстановил этот приём в памяти и стал применять его вновь.
Си-фа-сян-гао «прикосновение дьявола» (мануальный приём) совмещает в себе точечное массажное воздействие и мытьё головы особым шампунем, что позволяет манипулировать памятью (шампунь № 110). Для восстановления памяти используется шампунь № 119.
Хи Рю Сётэн Ха (яп. 喜龍商店ハ хирю сётен ха) — приём, который Колон применила на Хаппосае, когда они были молодыми, а также на Ранме, Укё и Гемме. Дважды применялся против Саффрон, а в последней главе с его помощью ломали Печать Дракона.
Хаппосай выжег особый знак на спине Ранмы, тем самым сделав его слабым как ребёнок. И так как только у Хаппосая есть текст проклятья, Ранма должен победить его, чтобы вернуть силу. Во время тренировок в зале с отцом и Укё появляется Колон и обещает показать ему Хирю Сётен Ха — секретный приём её деревни.

## Персонажи
- Ранма Саотомэ (яп. 早乙女乱馬 Саотомэ Рамма) — юноша, который в результате проклятья превращается в девушку. В сериале его проклятье снимается при помощи источника утонувшего юноши. Растворимый вариант этого источника также блокирует проклятье, но лишь на время одного обливания холодной водой. Ранма хорошо готовит и неплохо приспособлен к жизни «в походных условиях». В проклятой форме («Ранко») ведёт себя значительно раскованнее, чем в форме парня — позволяет себе есть мороженое, использует свою внешность, чтобы добиться угощения от других парней, пристаёт к Рёге с целью отвлечь его от Аканэ или охраны раздевалки. В форме же парня не может даже поцеловать Шампу или Аканэ, чтобы получить растворимый источник утонувшего парня или билет в Китай соответственно. Как основной наследник школы боевых искусств, вынужден постоянно совершенствовать своё мастерство. До встречи с семейством Соуна практически не встречал равных себе противников, но после поселения в додзё у него сразу появилось множество конкурентов.

Сэйю: Каппэй Ямагути (парень), Мэгуми Хаясибара (девушка)
- Гэнма Саотомэ (яп. 早乙女玄馬 Саотомэ Гэмма) — отец Ранмы, проклятый превращением в панду. Уклоняется от ответов и ответственности, превращаясь в панду. В облике панды общается через таблички. В своё время помолвил Ранму со множеством невест, после чего сбегал. Забрал маленького Ранму и сбежал от собственной жены, пообещав, что вернётся, когда сделает из сына «настоящего мужчину». Когда обеспокоенная мать всё же сумела разыскать их пристанище, он маскирует себя и превращённого в девушку Ранму под посторонних людей.

Сэйю: Кэнъити Огата
- Соун Тендо (яп. 天道早雲 Тэндо: Со:ун) — друг Гэнмы, отец Аканэ, Касуми и Набики. Достаточно ленивый и трусоватый. Состоит в городском совете, по просьбе которого иногда выполняет различные поручения. Пришёл в ужас от появления Хапосая и всячески пытается скрыть его пребывание в собственном доме. Весьма обрадовался появлению Ранмы и надеется на то, что тот станет истинным наследником школы боевых искусств. Бо́льшую часть своего времени проводит за жульнической игрой в сёги с Гэнмой или за чаепитием на веранде своего дома.

Сэйю: Рюносукэ Обаяси
- Рёга Хибики (яп. 響良牙 Хибики Рё:га) — , он же Пи-чан — мальчик, проклятый превращением в поросёнка. Проклятье нашло на него в результате попадания в источник утонувшего поросёнка, куда его столкнул Ранма в женском обличии. В своем проклятии Рёга винит Ранму. Ранма поклялся сохранить его проклятие в тайне и поэтому не говорит о нём Аканэ, хотя и называет его Пи-чаном в присутствии Аканэ. Вследствие своей стеснительности Рёга не может признаться Аканэ в своих чувствах. Кроме Аканэ он влюбляется в женскую форму Ранмы. Несмотря на тщетные попытки признаться Аканэ в любви, плохо переносит её ревность к Ранме и пытается побить Ранму, когда подозревает того в измене Аканэ. В бою использует свою огромную силу, зонтик и банданы. Постепенно овладевает различными техниками (например, Баксай-тэнкэц).

Сэйю: Коити Ямадэра
- Хапосай (яп. 八宝斎 Хаппо:сай) — учитель Гэнмы и Соуна, позднее ставший тренером Ранмы. Возраст — около 400 лет[3]. Будучи низкорослым, он активно использует свой малый рост в бою — например, чтобы спрятаться в шайке. Сильный боец, знающий множество приёмов. Ворует женское нижнее бельё и пристаёт к девушкам, так как без этого слабеет и может умереть. В своё время Хапосай был запечатан в пещере Соуном и Генмой, но позднее освободился. В бою использует курительную трубку и хапо-дай-карин. Хапосай регулярно проводит на Ранме секретные приёмы, чем постепенно делает его сильнее, а также пристаёт к нему, когда тот пребывает в женской форме.

Сэйю: Итиро Нагай
- Колон (яп. コロン Корон) — глава Племени Амазонок и прабабушка Шампу. Прибыла в Японию вместе с Шампу с целью заставить Ранму жениться на Шампу. В бою использует свою клюку и магию. Она такого же роста, как и Хапосай. В своё время она была увлечена Хапосаем, но их отношения не сложились из-за его пристрастия к девушкам. Желая сделать будущего зятя сильнее, часто помогает ему справиться с техникой Хапосая.

Сэйю: Миёко Асо
- Аканэ Тендо (яп. 天道あかね Тэндо: Аканэ) — младшая дочь Соуна, 16 лет, официальная невеста Ранмы. Её готовка опасна для здоровья, однако Рёга всегда ест приготовленную ей пищу. Все её техники исключительно силового типа, а уклониться от быстрых и точных атак она не в состоянии. Не знает о проклятии Рёги и не догадывается что он и есть Пи-чан несмотря ни на какие попадающиеся ей доказательства. Хотя Аканэ утверждает, что её не интересуют отношения Ранмы с девушками, она постоянно бьёт его за встречи с другими невестами.

Сэйю: Норико Хидака
- Касуми Тендо (яп. 天道かすみ Тэндо: Касуми) — старшая дочь Соуна, 19 лет. На пляжном конкурсе красоты получила все голоса, даже не будучи записанной в число участниц[4]. В додзё занимается готовкой, стиркой и уборкой. Фактически заменила в семье Тендо мать.

Сэйю: Кикуко Иноэ
- Набики Тендо (яп. 天道なびき Тэндо: Набики) — средняя дочь Соуна, 17 лет. Любит подзаработать. Может воспользоваться положением Ранмы и продать ему чайник с кипятком или сделать снимки девушки-Ранмы и Аканэ и продать их Куно, не спрашивая ничьего согласия. Боевыми искусствами не интересуется. Так как Соун и Гэнма договорились лишь о том, что Ранма женится на одной из дочерей Соуна и унаследует додзё, но не оговаривали, какая именно дочь имеется ввиду — Касуми и Набики теоретически также являются невестами Ранмы, хотя они и не претендуют на него.

Сэйю: Минами Такаяма
- Шампу (яп. シャンプー сямпу, «шампунь») — самопровозглашённая невеста Ранмы. Возраст — 16 лет. Превосходно владеет боевыми искусствами. Ранма в женском обличии и Гэнма в облике панды встретили её на ежегодном состязании в деревне амазонок, где Шампу стала победителем, а Ранма и Гэнма съели предназначавшийся ей приз, чем разозлили её. Конфликт был разрешён тем, что Ранма сразился с Шампу за приз и без труда победил её. Так как Шампу была побеждена пришельцем, законы и гордость амазонок обязали её дать Ранме поцелуй смертиклятву найти и убить его, куда бы он не пошёл. Она преследовала Ранму до самой Японии. Пытаясь её остановить, Ранма вновь победил её, но уже в облике парня. После этого выясняется, что в случае, если победивший амазонку чужак — мужчина, побеждённая обязана выйти за него замуж. В конце концов Ранма раскрыл что девушка-Ранма и парень-Ранма — один и тот же человек, однако солгал, что на самом деле он — девушка. Шампу вернулась в Китай, где в ходе дополнительной тренировки упала в источник утонувшей кошки. Узнав о том, что Ранма — мужчина, она вновь начала приставать к нему. Шампу обосновалась в Нериме вместе с Колон, где они держат китайский ресторан «Нэко Хантен» (猫飯店 — «Ресторан Кошки»), торгующий лапшой. Основное оружие — пара бонбори (пара булав).

Шампу — добрая и приветливая девушка. Обожает обнимать Ранму, хотя ему подобные действия с её стороны не нравятся. Считая Аканэ своей конкуренткой, пыталась убить её (но всего лишь стерла ей память о Ранме). Жёстко обращается с Мусом.
Сэйю: Рэй Сакума
- Укё Куондзи (яп. 久遠寺右京 Куондзи Укё) — официальная невеста Ранмы. Была хорошей подругой Ранмы до тех пор, пока Гэнма не помолвил Ранму с ней за ятай, в которой отец Укё готовил окономияки, а затем сбежал с приданым, оставив Укё одну. Хотя Ранма не знал о обмане Гэнмы, Укё сильно разозлилась на это и пыталась убить Ранму. Позднее они помирились. Укё держит в Нериме окономиячную «у У-чан». В бою использует кухонные принадлежности и большую лопату.

Сэйю: Хироми Цуру
- Кодачи Куно (яп. 九能小太刀 куно: кодати, «короткий меч Куно») — (или как называет себя она сама — Чёрная Роза Кодачи)самопровозглашённая невеста Ранмы и сестра Куно. Гимнастка, побеждавшая на соревнованиях за счёт подстроенной ей же неявки противниц до тех пор, пока против неё не выставили Аканэ, а потом Ранму, успешно её побившего в женском обличии. Не знает о проклятии Ранмы и считает девушку-Ранму своей конкуренткой. Ранма пыталась объяснить своё проклятие выражениями вида «мы с Ранмой едины телом и душой», но её поняли несколько неправильно. В бою использует гимнастические принадлежности, в первую очередь ленту. Умеет готовить, но в её блюдах вполне может оказаться сонное зелье. Использует чёрные розы как свой символ. В букете чёрных роз от Кодачи может оказаться парализующий газ.

Сэйю: Саэко Симадзу
- Татэваки Куно (яп. 九能帯刀 куно: татэваки, «Куно носящий меч») — брат Кодачи, вне занятий носит традиционную японскую одежду времен Самураев: кимоно темно-синего цвета и чёрную хакаму. Безуспешно пытается назначить свидание и девушке-Ранме (которую называет «осаги но онна» — «девушка с косичкой»), и Аканэ одновременно. Считает Ранму-парня чёрным магом, силой удерживающим Ранму-девушку, так как неправильно понял превращение Ранмы и слова Набики «Та девушка, которую ты любишь… Ну, её душа и тело… принадлежат Ранме-куну!». В бою использует бокен, которым вполне способен разрушить бетонную стену.

Сэйю: Хиротака Судзуоки
- Директор Куно (яп. 九能校長 куно: ко:тё:) — отец Куно. Долгое время жил на Гавайях и теперь его речь изобилует английскими фразами. Помешан на стрижке и проверках учеников, любит предлагать недовольным им различные подарки (например, кокосы), взрывающиеся в руках того, кто получает этот подарок. После отъезда на Гавайи, Куно и директор считали друг друга пропавшими и не узнавали друг друга при встречах до тех пор, пока шпион дома Куно, Саске, не заставил их признать друг друга.
- Мус (яп. ムース му:су) — самопровозглашённый жених Шампу. Плохо видит и часто путает персонажей (спутал Аканэ с плюшевой свинкой). Был побит Шампу ещё в детстве, поэтому по законам амазонок шансов у него нет. Но тем не менее, регулярно порывается признаться ей в своих чувствах, за что бывает побит. Ненавидит Ранму и частенько вызывает его на поединок. Проклят превращением в утку. В бою использует цепи, горшок в виде утёнка, взрывающиеся куриные яйца, гигантские бомбы и другие предметы. Точно метает все эти предметы в цель. Умеет прятать множество оружия как под одеждой, так и в крыльях своей проклятой формы.

Сэйю: Тосихико Сэки
- Тофу Оно (яп. 小乃東風 оно то:фу:) — врач школы Фуринкан, первая любовь Аканэ. Влюблён в Касуми. Является очень хорошим врачом, но от вида или голоса Касуми сходит с ума, и его врачебные навыки теряются. Знает расположение акупунктурных точек на теле человека, и даже Ранма порой поражается его навыкам. Из-за мягкости характера и общей доброжелательности никогда не участвовал в битвах. В любви Касуми он признаться не решается. Сама же Касуми не понимает его чувств, считая его просто забавным. В своем кабинете держит скелет, который называет «Бети-чан».

## Манга
Манга «Ранма ½» выходила с 1987 по 1996 год в журнале Weekly Shonen Sunday издательства Shogakukan и насчитывает 38 томов.
В апреле 2005 года Издательский Дом «Сакура-пресс» выпустил первые два тома сериала. Остальные продолжали выходить с периодичностью около тома в год. Манга отзеркалена и читается слева направо, все звуки переведены на русский.
- 1-й том: ISBN 978-5-9707-0002-0
- 2-й том: ISBN 978-5-9707-0003-7
- 3-й том: ISBN 978-5-9707-0004-4
- 4-й том: ISBN 978-5-9707-0005-1
- 5-й том: ISBN 978-5-9707-0006-8
- 6-й том: ISBN 978-5-9707-0007-5
- 7-й том: ISBN 978-5-9707-0008-2
- 8-й том: ISBN 978-5-9707-0009-9
- 9-й том: ISBN 978-5-9707-0010-5
- 10-й том: ISBN 978-5-9707-0011-2
- 11-й том: ISBN 978-5-9707-0012-9
- 12-й том: ISBN 978-5-9707-0013-6
- 13-й том: ISBN 978-5-9707-0014-3
- 14-й том: ISBN 978-5-9707-0015-0
- 15-й том: ISBN 978-5-9707-0016-7

## Аниме
По манге были сняты телесериал (7 сезонов, 161 серия всего), 11 OVA-серий и 4 полнометражных фильма (Big Trouble in Nekonron, China, Nihao My Concubine, One Flew Over the Kuno’s Nest и Akumu! Shunmin Kou). Сюжеты телесериала и OVA взяты из манги, для полнометражных фильмов были написаны собственные сценарии. Третий полнометражный фильм (One Flew Over the Kuno’s Nest) был выпущен в США как OVA, из-за чего его иногда ошибочно называют 12-й OVA-серией.
Телесериал имеет интересную историю. Из-за неправильного позиционирования в сетке вещания телеканала (Fuji TV) он чуть было не оборвался на 18-й серии. Дело в том, что его по какой-то причине стали демонстрировать в то время, когда по Fuji TV обычно показывают сериалы для детей 10-12 лет. Так как сериал был рассчитан на куда более взрослую аудиторию — 16-18 лет, он, конечно, оказался неинтересен своим неожиданно молодым зрителям, которым больше хотелось смотреть на поединки героев, нежели вникать в их чувства. Сериал был признан коммерчески неудачным и почти что свёрнут (о чём даже объявили в конце 18-й серии, вышедшей на экраны 16 июля 1989 года), однако в последний момент было принято историческое решение продолжить съёмки и трансляцию сериала, переориентировав его на более молодую аудиторию. Обновлённый сериал получил название Ranma ½ Netto-hen, стал чуть более детским, делал больший акцент на боевых искусствах и успешно просуществовал до 1992 года, в котором был закрыт.

### Музыка
Cингл EQUAL Romance  квинтета CoCo является вторым эндингом аниме.

## Сайд-проекты
По «Ранма ½» было сделано множество игр для различных игровых платформ. Все игры — либо квесты, либо RPG, либо файтинги. Для Game Boy вышли: Ranma ½: Kakugeki Mondou!!, Ranma ½: Kakuren Bodesu Match, Ranma ½: Netsuretsu Kakutouhen. Для PlayStation: Ranma ½: Battle Renaissance, Ranma-Chan no Ooeto Surogoku: Keio Yugekitai Gaiden. Для Sega CD: Ranma ½: Byakuran Aika. Для SNES: Ranma ½: Akanekodan Teki Hihou, Ranma ½: Chougi Ranbuhen, Ranma ½: Chounai Gekitouhen, Ranma ½: Hard Battle, Ranma ½: Ougi Jaanken. Для Turbo CD: Ranma ½, Ranma ½: Datou, Ganso Musabetsu Kakutou-ryuu!, Ranma ½: Toraware no Hanayome.
Сэйю, озвучивавшие роли Ранмы-девушки, Аканэ, Касуми, Набики и Шампу — Мэгуми Хаясибара, Норико Хидака, Кикуко Иноуэ, Минами Такаяма и Рэй Сакума соответственно — образовали на время выхода сериала поп-группу DoCo, которая выпустила два альбома (названные First и Second) плюс диск с караоке-версиями своих песен.